# Bobeda
Bobeda ou também Bóbeda é uma pequena aldeia que pertence à freguesia de São Pedro de Agostém do Concelho de Chaves, no Distrito de Vila Real, em Portugal. Esta aldeia é atravessada pela Estrada Nacional n.º 2, e localiza-se entre as localidades de Campo Redondo e Vilela do Tâmega.

## Descrição
Bobeda localiza-se a aproximadamente 5 km a sul da cidade de Chaves, e a 359 quilómetros a norte de Lisboa e a 502 metros de altitude.
Na Serra do Brunheiro, a que está sobranceira esta aldeia, foram encontrados vários artefatos isolados que remontam ao período Paleolítico, como como é o caso de um biface, facto este que comprova de forma inequívoca a presença humana neste local desde há milhares de anos.
A Capela de São Sebastião, cuja festa é realizada a 20 de janeiro de cada ano, que guarda a imagem do santo padroeiro desta localidade, bem como o Solar de Bobeda, também denominado como Casa do Cruzeiro, encontram-se entre as construções dignas de referência entre a arquitectura desta localidade.
O referido solar, destaca-se encapelado e armado com a sua Pedra de Armas que data do século XVIII. Foi nesta casa senhorial, pertença da família Pizarro, que teve muros adentro o nascimento de Inácio Pizarro de Morais Sarmento (Bóbeda, 22 de novembro de 1807 - 1870), conhecido político e homem de letras, destacando-se entre os seus trabalhos a obra: "Romanceiro Português", filho daquele que na Primeira invasão francesa de Portugal lutou contra Napoleão na defesa de Chaves e da sua aldeia de Bobeda, e que por isso se encontra nos registos da História de Portugal e do Brasil dado o seu envolvimento no conflito do Rio da Prata, a denominada Guerra da Cisplatina, o Marechal de Campo Francisco Homem de Magalhães Quevedo Pizarro “O Maranhão” (Bóbeda, 1776 - 1819), que além de Herói nacional (em Portugal), foi Brigadeiro do Exército, Marechal de Campo, Governador e capitão-general da Capitania do Maranhão e quem instituiu o Morgadio de Bóbeda, com os bens que tinham sido do seu tio, o conselheiro Inácio Xavier, e a para obter uma comenda da Ordem de Cristo. A comenda foi-lhe concedida em 21 de Janeiro de 1815, por decreto do então ainda príncipe regente, e que viria a ser o rei João VI de Portugal, através do qual houve por bem «fazer mercê ao mencionado Francisco Homem de Magalhães Pizarro, em quem também concorrem serviços próprios, da Comenda de Santa Marinha de Lisboa da Ordem de Cristo, em sua vida».

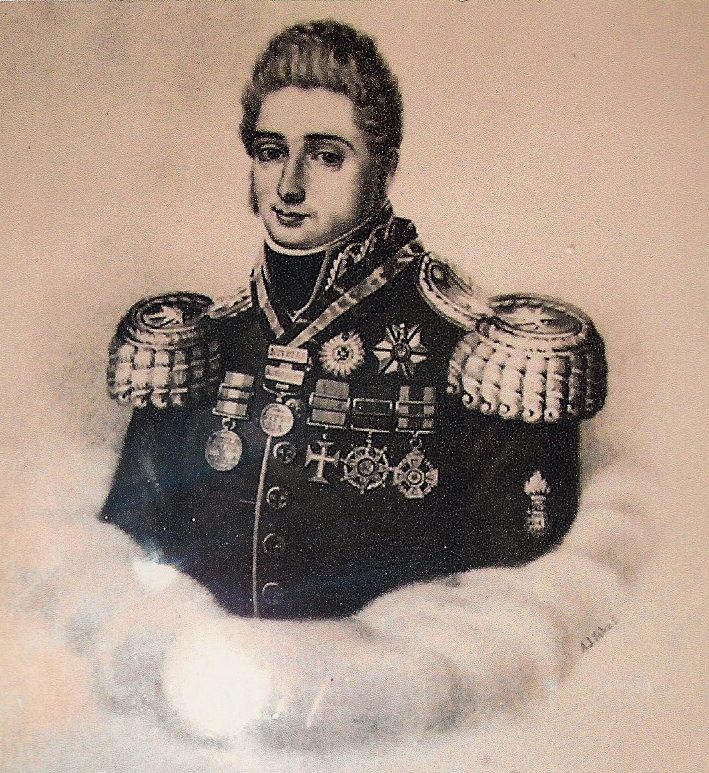
Retrato do marechal-de-campo Francisco Pizarro (c. 1818).

Joaquim de Sousa Quevedo Pizarro nasceu em Bóbeda no ano de 1777 e foi o primeiro Visconde de Bóbeda, título este que foi criado pela rainha D. Maria II de Portugal por Decreto de 28 de outubro de 1835 e por carta de 9 de fevereiro de 1837.